# Martin Schweizer
Pour les articles homonymes, voir Schweizer.
Martin Schweizer (né le 3 mai 1961 à Zurich) est un mathématicien suisse, qui traite de stochastique et de mathématiques financières.

## Carrière
Schweizer, a étudié à l'École polytechnique fédérale de Zurich (EPF de Zurich), où il est diplômé en 1984 et obtient son doctorat auprès de Hans Föllmer en 1988 avec une thèse intitulée « Hedging of Options in a General Semimartingale Model ». Il est alors lauréat du Walter Saxer Insurance Prize. En tant que chercheur postdoctoral, il travaille jusqu'en 1991 à l'Université de Bonn, puis jusqu'en 1993 à l'Université de Göttingen, obtenant en 1993 une habilitation (« Approximating Random Variables by Stochastic Integrals, and Applications in Financial Mathematics »). En 1992, il est professeur invité à Francfort, puis en 1994, il est professeur à Göttingen et à la fin de 1994, à l'université technique de Berlin. Il a été de 2001 à 2003, professeur à l'Université Louis-et-Maximilien de Munich et il est depuis 2003 professeur de mathématiques à l'EPF de Zurich. En outre, depuis 2009, il est professeur au Swiss Finance Institute.
Il traite de mathématiques financières, de calcul stochastique et de la théorie des martingales. Il a donné son nom, avec Hans Föllmer, à la décomposition de Föllmer-Schweizer.

## Prix et distinctions
En 1997, il a reçu le Prix Rollo-Davidson et en 2003, le Prix David Garrick Halmstad pour la meilleure thèse en actuariat 2001. Il est rédacteur en chef de Finance and Stochastics et co-rédacteur en chef de Mathematical Finance (de) et de 2000 à 2012, des Annals of Applied Probability.

## Publications (sélection)
- Option Hedging for Semimartingales, Stochastic Processes and their Applications, volume 37, 1991, P. 339-363;
- Martingale Densities for General Asset Prices, Journal of Mathematical Economics, Volume 21, 1992, P. 363-378
- Semimartingales and Hedging in Incomplete Markets, Theory of Probability and Its Applications, volume 37, 1992, P. 169-171
- Mean-Variance Hedging for General Claims, Annals of Applied Probability, Tome 2, 1992, P. 171-179
- avec N. Hofmann, E. Platen: Option Pricing under Incompleteness and Stochastic Volatility, Mathematical Finance, Tome 2, 1992, Pp. 153-187
- avec H. Föllmer: A Microeconomic Approach to Diffusion Models for Stock Prices Mathematical Finance, Mathematical Finance, Tome 3, 1993, P. 1-23, Erratum Tome 4, 1994, P. 285
- Approximating Random Variables by Stochastic Integrals, Annals of Probability volume 22, 1994, 1536-1575
- Risk-Minimizing Hedging Strategies under Restricted Information, Mathematical Finance, vol. 4, 1994, Pp. 327-342
- On the Minimum Martingale Measure and the Föllmer-Suisse Decomposition, Stochastic Analysis and Applications, Volume 13, 1995, P. 573-599
- Variance Optimale Hedging in Discrete Time, Mathematics of Operations Research, volume 20, 1994, P. 1-32
- avec F. Delbaen, P. Monat, W. Schachermayer, C. Stricker: Weighted Norme Inequalities and Hedging in Incomplete Markets, Finance and Stochastics, Tome 1, 1997, P. 181-227
- avec E. Platen: On Feedback Effects from Hedging Derivatives, Mathematical Finance, volume 8, 1998, P. 64-84